# Trichofilia

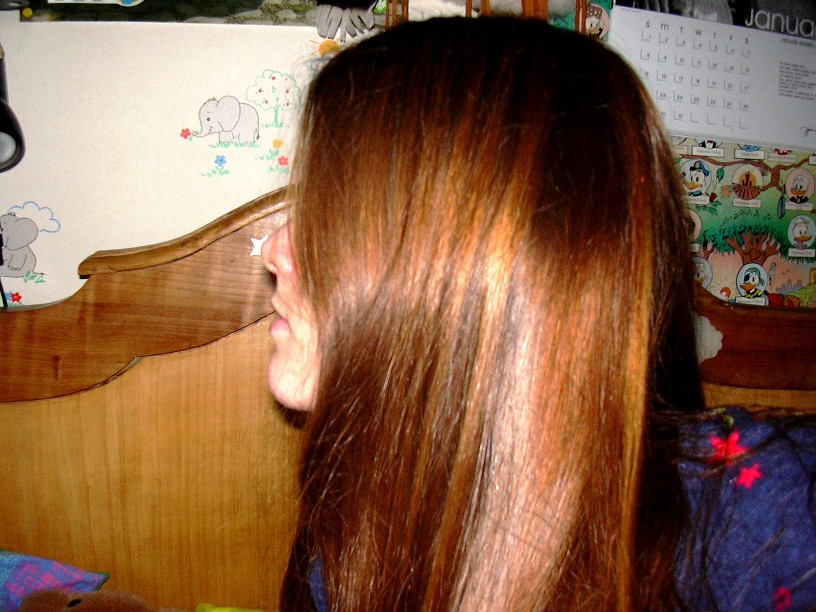
Dziewczyna z długimi włosami

Fetyszyzm włosów znana także jako trichofilia – partializm, w którym włosy, najczęściej te dotyczące głowy są uznawane za szczególnie erotyczne i podniecające seksualnie. Pobudzenie może wystąpić poprzez ich oglądanie lub dotyk m.in. na głowie, w pachach czy na piersiach. Mogą także pojawić się konkretne preferencje dla długości włosów, kolorów czy też dla konkretnych fryzur. Fetyszyzm włosów łonowych (ang. Pubic hair fetishism) to szczególna forma fetyszyzmu włosów.
Fetyszyzm strzyżenia włosów (ang. haircut fetishism) jest powiązaną parafilią, w którym dana osoba jest pobudzona seksualnie poprzez cięcie włosów kogoś innego, oglądając strzyżenie lub widząc kogoś z ogoloną głową lub z bardzo krótkimi włosami.

## Etymologia
Nazwa pochodzi od greckiego słowa "trica-" (τρίχα), co oznacza, włosy, a przyrostek "-philia" (φιλία) – miłość.

## Charakterystyka
U ludzi, włosy pojawiają się na głowie, w postaci zarostu, na klatce piersiowej, pojawiają się włosy łonowe, włosy pachowe i tym podobne. Mężczyźni posiadają włosy w większej liczbie miejsc niż kobiety. Włosy same w sobie nie ma żadnej samoistnej wartości seksualnej tj. Nie innej niż atrybuty podane przez osoby prywatne w kontekście kulturowym. W zależności od kultury stosunek do włosów może ambiwalenty w stosunku do ciała, mogą uważane je za atrakcyjne lub za nieestetyczne. Wiele natomiast kultur uważa kobiece włosy za erotyczne. Na przykład, wiele islamskich kobiet zakrywa swoje włosy w miejscach publicznych, i okazuje je tylko rodzinie i przyjaciołom. Podobnie, wiele Żydówek zakrywa włosy po ślubie, sygnalizując w ten sposób, że jest zajęta. W średniowieczu oczekiwano, że europejskie kobiety będą zakrywać włosy po ślubie. 
Nawet w kulturach, w których kobiety nie są zmuszane do zakrywania włosów, erotyczne ich znaczenie jest rozpoznawalne. Niektóre fryzury są kulturowo związane z konkretną płcią, np. Krótkie włosy i łysienie są związane z mężczyznami, długie włosy i fryzury są natomiast związane bardziej z kobietami i dziewczętami, choć istnieje wiele wyjątków np. Jezus Chrystus. W przypadku kobiecych włosów, zwłaszcza tych  dotyczących głowy, zostały przedstawione w sztuce i literaturze jako cecha piękności, próżności i erotyzmu. Włosy mają bardzo ważną rolę w kanonach piękna w różnych regionach świata, i zdrowe włosy pełnią ważne funkcje dla mody i urody - poświęca się na nie sporo czasu i kosztów, by atrakcyjnie je zaprezentować. 
Fetyszyzm włosów przejawia się następująco: fetyszystę może cieszyć oglądanie, wąchanie lub dotykanie włosów, ciągnąc je, strzygąc lub myjąc włosy innej osoby. Oprócz przyjemności z wykonywania tych czynności, może być seksualnie pobudzony z takiej działalności. Może być on również określany jako obsesja, gdy fetyszysta nadmiernie dba o swoje włosy bądź boi się ich utraty. Może też przyciągać wizja tzw. hairjob czyli fellatio wykonanego włosami jako fantazji lub fetysz. W przypadkach skrajnych dochodzi jeszcze do jedzenia włosów (Trichofagia). Fetysz dotyka zarówno mężczyzn jak i kobiet. Fetyszysta może preferować konkretną fakturę (fryzurę), kolor czy długość. Wśród najczęstszych odmian tej parafilii, podniecenie występuje dla długich i krótkich włosów oraz dla  blond i rudych włosów. Istnieje także podniecenie związane z różną fakturą włosów (proste, kręcone, faliste, itp.). Trichofilia może też odnosić się do emocji, które są spowodowane przez ciągnięcie lub strzyżenie włosów. Trichofilia jest uważana zazwyczaj za nieszkodliwą parafilię.
Donosy o kradzieży włosów umotywowanych seksualnie również się pojawiały - takich złodzei nazywano "fryzjerami" fetyszyści najczęściej odcinali warkocze dziewcząt w miejscu publicznym i przetrzymwali je w domu które były dotykane, pieszczone i podziwiane.

## Rozpowszechnienie

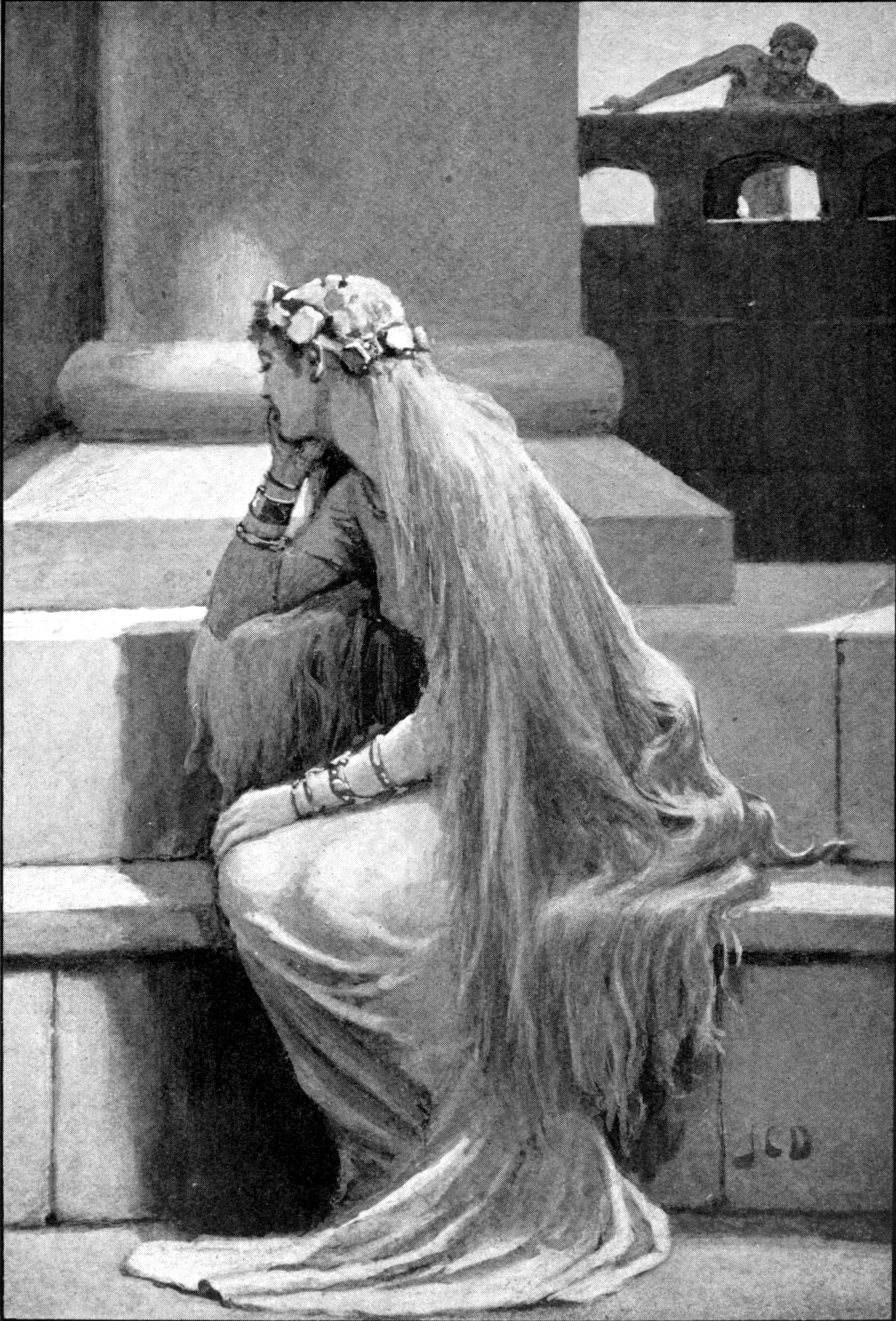
Sif (1909) przez John Charles Dollman

W celu określenia względnej częstości występowania różnych fetyszy, naukowcy poddali próbie co najmniej 5000 osób na całym świecie, w 2007 roku, z 381 grup dyskusyjnych. Względne chorobowości, zostały oszacowane na podstawie 

(a) liczby grup poświęconych konkretnym fetyszom 

(b) liczby osób uczestniczących w grupach 

(c) liczba wymienianych komunikatów. 

7 procent było podnieconych seksualnie przez włosy (w przeciwieństwie do 12 do bielizny, a tylko 4 do genitaliów, 3 na piersiach, dwie na pośladkach, a mniej niż jedna na owłosienia).

## Historia
- Odniesienia do fetyszu włosów można znaleźć ze starożytnych imperiów. W mitologii nordyckiej odniesieniu do fetyszu jest w historii Sif, żona i bogini płodności Thora, który jest podziwiany za posiadanie pięknych i czystych, złotych włosów.
- Włosy są symbolem piękna, próżności i erotyzmu. W historii o Roszpunce stworzonej przez braci Grimm, opublikowanej w 1812 roku, jest analogia do piękna włosów - historia młodej kobiety z blond włosami, która jest zamknięta w pokoju na wieży i jedynym sposobem na dotarcie do niej to wspinanie się do wieży używając jej długich włosów.